# Daniel Varela Suances-Carpegna
Daniel Varela Suances-Carpegna (Lugo, 1 d'abril de 1951) és un advocat i polític gallec, diputat al Parlament Europeu. El 1973 es llicencià en dret a la Universitat de Santiago de Compostel·la i el 1980 es diplomà a l'Escola Diplomàtica, on el 1985 s'especialitzà en assessoria legal de la Comissió Europea.
Alhora milità al Partit Popular. De 1985 al 1993 treballà com a assessor jurídic de la Xunta de Galícia i de 1990 a 1992 fou comissari del govern gallec a l'Exposició Universal de Sevilla de 1992. Fou elegit diputat del PP a les eleccions al Parlament Europeu de 1994, 1999 i 2004. Dins el Parlament Europeu, de 1999 a 2002 fou president de la Comissió de Pesca, i de 2004 a 2007 vicepresident de la Comissió de Comerç Exterior. També fou coordinador de pesca i de seguretat marítima del grup parlamentari del Partit Popular Europeu. Fou elegit diputat a les eleccions al Parlament de Galícia de 2016.